# CFRH-FM
CFRH est une station de radio canadienne communautaire francophone située à Penetanguishene, en Ontario appartenant à la coopérative Radio-Huronie. C'est une station de radio à but non lucratif pour la communauté Franco-Ontarienne de la région. Elle diffuse à la fréquence 88,1 MHz d'une puissance de 8,6 kW, et un ré-émetteur à la fréquence 106,7 MHz à Barrie.
En juillet 1987, le CRTC autorise la Société Radio-Canada d'ajouter un studio à son ré-émetteur CJBC-FM-3 Penetanguishene afin de diffuser six heures de programmation locale par semaine. En février 1988, le CRTC accorde une licence à Radio-Huronie FM Communautaire Inc. d'ajouter des ré-émetteurs de faible puissance à Perkinsfield, Lafontaine et Midland. La station est lancée en 1988. En 1999, le CRTC approuve le changement de fréquence de son émetteur principal 101,9 MHz de 10 watts à 88,1 MHz de 4 493 watts, éliminant les trois ré-émetteurs. Petite hausse de puissance à 8 600 watts en déplaçant l'antenne à Blue Mountain, en 2005. Ajout du ré-émetteur de 175 watts à Barrie en 2013.
En 2020, elle est dirigée par Carl Monette. Elle diffuse sur le comté de Simcoe, soit potentiellement 450 000 habitants.